# With Sympathy
Albums de Ministry
Twelve Inch Singles
(1985)
With Sympathy est le nom sous lequel est sorti aux États-Unis le premier album du groupe Ministry, au printemps 1983. Ce dernier est sorti en Europe sous le nom de Work for Love.
Cet album contient une musique à tendance synthpop qui le fait entrer dans la catégorie des albums new wave. Ministry se départira quelques années plus tard de ce style pour évoluer vers une musique plus industrielle, devenant un des pionniers du metal industriel.
À noter que With Sympathy a connu un certain succès dans les classements américains, entrant à l'époque dans le Top 100 des meilleures ventes ; aidé en cela par le succès rencontré dans le Hot Dance Club Play de plusieurs de ses singles (dont Work for Love), qui ont atteint le Top 20.

## Titres
1. Effigy (I'm Not An) - 3:50
2. Revenge - 3:50
3. I Wanted to Tell Her - 5:27
4. Work for Love - 4:53
5. Here We Go - 3:20
6. What He Say - 4:04
7. Say You're Sorry - 4:22
8. Should Have Known Better - 4:30
9. She's Got a Cause - 3:36